# Лисац, Йосипа
Йосипа Лисац (хорв. Josipa Lisac; 14 февраля 1950, Загреб) — югославская и хорватская певица. Выступает преимущественно в жанрах рок и джаз.

## Биография
Йосипа Лисац родилась в 1950 году в Загребе. Она начала свою карьеру певицы в детском хоре в 1961 году, пела классическую и духовную музыку. В 1967 году она стала вокалисткой рок-группы O’Hara, а в следующем году перешла в группу Zlatni akordi (Золотые аккорды). Её первый сольный альбом Dnevnik jedne ljubavi (Дневник любви) был записан в 1973 году. Продюсером альбома стал муж певицы Карло Метикош (1940-1991). Альбом имел большой успех и до сих пор считается одним из легендарных альбомов Хорватии. Совместно с Метикошем они записали в общей сложности 13 альбомов.
В 1975 году она исполнила роль Яны в хорватской рок-опере Gubec-beg. Ария из этой оперы Ave Maria и сейчас является частью её концертного репертуара.
На протяжении трёх лет она жила в США, где сотрудничала с известными американскими музыкантами. Результатом этого сотрудничества стал её альбом Made in USA (1979), куда вошли песни на хорватском и английском языках.
В 1987 году Лисац участвовала в югославском отборе на Евровидение Jugovizija. Она исполнила свой хит Gdje Dunav ljubi nebo (Где Дунай целует небо), но заняла 9 место из 24. В том же году она выпустила альбом Boginja (Богиня), который принёс ей славу в Югославии.
После смерти Карло Метикоша в 1991 году, она подготовила в память о нём несколько концертов.
Основной её репертуар составляли рок песни, но вместе с тем она пела боснийские севдалинки и хорватские рождественские песни. Помимо сильного голоса, она выделяется необычным стилем одежды, причёсками и макияжем. Она также выступала в качестве актрисы в нескольких театральных постановках.

## Дискография
- Dnevnik jedne ljubavi  (1973) (Дневник любви)
- Najveći uspjesi '68 ./ '73.  (1974) (Лучшие хиты 68 — 73)
- Gubec-Beg  (1975, Рок-опера)
- Josipa Lisac & B.P. Convention Big Band International  (1976)
- Made in USA  (1979)
- Hir, hir, hir  (1980)
- Lisica (1982) (Лиса)
- Hoću samo tebe  (1983) (Хочу только тебя)
- Boginja  (1987) (Богиня)
- Balade  (1987) (Баллады)
- Live in Lap  (1991) (Жить по кругу)
- Čestit Božić  (1992) (Весёлого Рождества)
- Ritam kiše  (1993) (Ритм дождя)
- Koncert u čast Karla Metikoša  (1995) (Концерт в честь Карла Метикоша)
- Antologija (Vols. I to VIII)  (1997)
- The Best of  (1998) (Лучше)
- Život (2000)  (Жизнь)
- Live  (2000) (Вживую)
- Live in Concert  (2002) (Концерт вживую)
- Koncert ljubavi u čast Karla Metikoša, DVD  (2007) (Концерт любви в честь Карла Метикоша)
- Živim po svome  (2009) (Живу по-своему)